# Nintendo TOKYO
Nintendo TOKYO（ニンテンドートウキョウ）は東京都渋谷区の渋谷PARCO（渋谷 パルコ・ヒューリックビル）の6階にある任天堂の直営店。
また、他地域にも直営店があり、それらを合わせて、Nintendo TOKYO/OSAKA/KYOTOと呼称される。

## 概要
Nintendo TOKYOは、日本国内初となる任天堂の直営店であり、オープン後に姉妹店のNintendo OSAKA、Nintendo KYOTOがオープンしている。
さらには、Nintendo FUKUOKAのオープンも予定されている。

## 沿革
Nintendo TOKYO
- 2019年11月22日 - オープン。
- 2020年3月1日 - 従業員の新型コロナウイルス感染が確認され臨時休業[3]。
- 2020年3月4日 - 営業を再開[4]。

## 国内のその他の店舗
| 名称             | 所在地                                                                     | 開業日            | 備考 |
| ---------------- | -------------------------------------------------------------------------- | ----------------- | ---- |
| Nintendo OSAKA   | 〒530-8202 大阪府大阪市北区梅田3-1-1 大丸梅田店13F                         | 2022年 11月11日   |      |
| Nintendo KYOTO   | 〒600-8002 京都府下京区四条通寺町東入2丁目御旅町35 京都髙島屋S.C.［T8］7階 | 2023年 10月17日   |      |
| Nintendo FUKUOKA | 〒812-0012 福岡県福岡市博多区博多駅中央街1-1 アミュプラザ博多（予定）      | 2025年 末（予定） |      |